# Charoen Sirivadhanabhakdi
Charoen Sirivadhanabhakdi (thailändisch เจริญ สิริวัฒนภักดี RTGS: Siriwatthanaphakdi; * 2. Mai 1944 in Bangkok als Charoen Srisomboorananont, ศรีสมบูรณานนท์) ist ein thailändischer Unternehmer. Er ist Eigentümer der Unternehmen TCC-Group, TCC-Land, Berli Jucker Pcl. (BJC), Thai Beverage Plc (ThaiBev), Fraser and Neave Ltd. (F&N) und Big C Supercenter Pcl.

## Leben

### Familie
Charoen ist das sechste von elf Kindern einer armen Familie, die aus dem südchinesischen Bezirk Chenghai in Shantou (Provinz Guangdong) nach Bangkok einwanderte. Sein Vater betrieb im Bangkoker Chinesenviertel einen Bratstand für Muschelpfannkuchen. Charoen verließ im Alter von neun Jahren die Schule, um zu arbeiten. Er spricht den chinesischen Teochew-Dialekt und Thailändisch. Auf Chinesisch trägt er den Namen Su Xuming (苏旭明).
1988 wurde der Familie Srisomboorananont vom thailändischen König Bhumibol Adulyadej der Ehrenname Sirivadhanabhakdi zugesprochen, der „Gunst, Wohlstand, Loyalität“ bedeutet.
Charoen ist mit Khunying Wanna Sirivadhanabhakdi verheiratet. Sie haben fünf Kinder und wohnen in Bangkok. Seit 2008 ist ihr Sohn Thapana Sirivadhanabhakdi Vorstandsvorsitzender und CEO von ThaiBev, während ihre Tochter Wallapa Traisorat Exekutivdirektorin und CEO von TCC Land ist. Charoen gehört mit seiner Familie nach Angaben des US-amerikanischen Forbes Magazine zu den reichsten Thailändern und ist mit einem Vermögen von 18,3 Milliarden US-Dollar (Stand Oktober 2017) in The World’s Billionaires gelistet.

### Werdegang
Als 16-jähriger Jugendlicher gründete Charoen 1960 eine Firma als Zulieferer für „Thai-Whisky“-Brennereien. Bei „Thai-Whisky“ handelt es sich um braune Spirituosen aus Zuckerrohrmelasse und zum Teil Reis, also nicht um Whisky im eigentlichen Sinne, sondern um eine Art Rum. Bei seinen Aktivitäten lernte er seine zukünftige Frau Wanna kennen. Sie half mit, seinen Betrieb auf- und auszubauen. Er konnte wichtige Kontakte knüpfen und erschaffte sich ein Geschäftsnetzwerk in der Destilleriebranche. Das Brennen von alkoholischen Getränken war durch regionale Lizenzen staatlich reguliert. Im Jahr 1984 konnte Charoen zusammen mit seinen Partnern alle elf zum Verkauf stehenden Regionallizenzen erwerben. Gleichzeitig übernahm er den Betrieb der zwölf staatlichen Destillerien.
Durch diese Firmengründung im Jahre 1960 legte Charoen den Grundstein zur TCC Group. Aus bescheidenen Anfängen entstand ein Unternehmen, das inzwischen in fünf Hauptgeschäftsbereichen tätig ist: Nahrungsmittel und Getränke, Industrie- und Handelsgeschäfte, Finanzen und Versicherungen, Immobilien und Landwirtschaft, sowie Agrarindustrie.
Nach der Asienkrise, die Thailand 1997 schwer traf, privatisierte der Staat seine zwölf Brennereien. Charoen erhielt den Zuschlag bei allen Auktionen. In seinen Destillerien werden so bekannte Marken wie Mekhong (Spirituose aus Zucker und Reis) und Sang Som (Rum) hergestellt.
Als der dänische Bierkonzern Carlsberg zu Beginn der 1990er-Jahre in den thailändischen Markt einsteigen wollte, bot sich Charoen als einheimischer Joint-Venture-Partner an. Er drängte Einzelhändler, die seine beliebten „Whiskey“-Marken vertreiben wollten, auch Carlsberg-Bier in ihr Angebot zu nehmen. Auf diese Weise fand die Biermarke schnell große Verbreitung im Land. Charoen hatte sich allerdings von Carlsberg das Recht ausbedungen, Überkapazitäten in der thailändischen Carlsberg-Produktionsstätte zu eigenen Zwecken zu nutzen. Kurze Zeit später brachte er das Chang-Bier auf den Markt, das Carlsberg in Geschmack und Flaschendesign ähnelte, jedoch stärker und deutlich billiger war. Mit dieser Marke konnte er die dominante Position von Singha auf dem thailändischen Biermarkt brechen. Im Jahr 1999 produzierten die Brauereien 607 Millionen Liter Chang, gegenüber 17,4 Millionen Litern Carlsberg. Nach vier Jahren erreichte Chang einen Marktanteil von fast 60 %. Im Jahr 2003 erklärte Carlsberg das Joint-Venture für gescheitert und zog sich aus dem thailändischen Markt zurück. Charoen verklagte das dänische Unternehmen daraufhin und bekam Schadensersatz in Höhe von 120 Millionen US-Dollar zugesprochen.
Im 2001 übernahm Charoens TCC Group die Aktienmehrheit an der etablierten thailändischen Lebensmittel- und Abfüllfirma Berli Jucker Public Co. Ltd. (Pcl).
Im Jahr 2003 gründete Charoen die Thai Beverage Pcl. In 2005 wollte er damit an die Bangkoker Börse (SET). Nach Protesten der asketischen Santi-Asoke-Sekte entschied er sich stattdessen für einen Börsengang an der Singapore Exchange.
Das Immobilienunternehmen TCC Land Co., Ltd., als Teil der TCC Group, ist unter anderem größter Eigentümer von Marriott Hotels im asiatischen Raum, des Hotel Pantip Plaza in Bangkok sowie des Hotel Plaza Athénée in Manhattan.
Im Februar 2013 erwarb Charoens Konzern den singapurischen Mischkonzern Fraser and Neave (F&N), welcher wiederum wesentlicher Anteilseigner der Asia Pacific Breweries (APB) ist, die unter anderem Tiger-Bier produziert. Dem war eine langwierige Übernahmeschlacht mit der niederländischen Großbrauerei Heineken vorangegangen, der ein weiterer Teil von APB gehört.
Im Februar 2016 konnte Charoens TCC Group von der Groupe Casino SA deren Mehrheitsanteile an Big C Supercenter Public Company Limited (PCL) erwerben. Groupe Casino SA musste verkaufen, um eigene Schulden zu tilgen.
Im August 2017 konnte The QSR of Asia Co., eine Tochtergesellschaft von Charoens Thai Beverages, 252 bestehende und teils im Bau befindliche KFC-Restaurants von Yum Restaurants International (Thailand) Co. erwerben.

### Sport
Charoen plante 2004, den in Thailand sehr beliebten FC Liverpool zu kaufen. Als das scheiterte, schloss er einen Vertrag mit dessen Rivalen FC Everton ab. Chang-Bier wurde dadurch zum Hauptsponsor der „Toffees“. Seit 2014 tragen die Rennstrecke, Chang International Circuit und das Fußballstadion Chang Arena des thailändischen Rekordfußballmeisters Buriram United beide in Buri Ram, Thailand den Sponsoringnamen Chang.

## Ehrungen
1988 bekam Familie Srisomboorananont vom thailändischen König Bhumibol Adulyadej den Ehrennamen Sirivadhanabhakdi.
Des Weiteren wurden ihm folgende thailändische Ordenstitel verliehen:
- Großkordon (Sonderstufe) des Weißen Elefantenordens[12]
- Großkordon (erste Klasse) des Ordens der Krone von Thailand[12]
- Großkreuz (erste Klasse) des Ordens des Direkgunabhorn[13]
- Komtur (zweite Klasse, untere Hälfte) des Ordens von Chula Chom Klao.[14]

Durch das thailändische Handelsministerium wurde er mit dem „Diamond Commerce“ ausgezeichnet.
Diverse Universitäten verliehen Charoen den Titel eines Ehrendoktors
- Sasin Graduate Institute of Business Administration (Bangkok)
- Universität der thailändischen Handelskammer (Bangkok)
- Rajamangala-Universität für Technologie Suvarnabhumi, Management
- Rajamangala-Universität für Technologie Lanna, Wissenschaft und Lebensmitteltechnologie
- Maejo-Universität (Chiang Mai), Agrartechnologie
- Eastern Asia University (Pathum Thani), Betriebswissenschaft
- Rajabhat-Universität Chandrakasem (Bangkok), Industrietechnik
- Huachiew Chalermprakiet-Universität (Bangkok), Management
- Mae Fah Luang-Universität (Chiang Rai), Betriebswirtschaft
- Christian University of Thailand (Bangkok), soziale Arbeit
- Mahachulalongkornrajavidyalaya-Universität (Bangkok), soziale Arbeit